# OGLE2-TR-L9
OGLE2-TR-L9 — звезда, которая находится в созвездии Киля на расстоянии около 2935 световых лет от нас. Вокруг звезды обращается как минимум одна планета.

## Характеристики
OGLE2-TR-L9 — звезда главной последовательности с массой и радиусом, равными 1,52 и 1,53 солнечных соответственно. Это очень молодая по астрономическим меркам и горячая звезда, её возраст оценивается в 660 миллионов лет. Она чрезвычайно быстро вращается вокруг собственной оси, что тоже характерно для молодых звёзд, — со скоростью около 40 км/с.

## Планетная система
В 2008 году голландскими студентами, работающими с базой данных проекта OGLE, было объявлено об открытии планеты OGLE2-TR-L9 b в системе. Открытие примечательно ещё тем, что планета была зарегистрирована возле звезды, которая очень быстро вращается вокруг собственной оси. Как правило, у подобных светил оказывается трудным открыть субзвёздный объект. Планета OGLE2-TR-L9 b представляет собой горячий юпитер, имеющий массу и диаметр, равные 4,34 и 1,61 юпитерианских соответственно. Планета обращается очень близко к родительской звезде, совершая полный оборот за 1,48 суток. Открытие было совершено транзитным методом.